# Abel Braga
Abel Braga, více známý jako Abel (* 1. září 1952 Rio de Janeiro) je bývalý brazilský fotbalista, obránce. Po skončení aktivní kariéry působil jako trenér.

## Fotbalová kariéra
Hrál v Brazílii za Fluminense FC a CR Vasco da Gama, na hostování v severoamerické NASL za Las Vegas Quicksilvers, ve Francii za Paris Saint-Germain FC a po návratu do Brazílie za  Cruzeiro, Botafogo FR a Goytacaz Futebol Clube. Za brazilskou fotbalovou reprezentaci nastoupil v roce 1978 v přátelském utkání s Anglií. Byl členem brazilské reprezentace na Mistrovství světa ve fotbale 1978 v Argentině, ale v utkání nenastoupil. Byl členem brazilské reprezentace na LOH 1972 v Mnichově, nastoupil ve 2 utkáních.

## Ligová bilance
| Ročník                               | Zápasy | Góly | Klub                   |
| ------------------------------------ | ------ | ---- | ---------------------- |
| Campeonato Brasileiro Série A 1971   | -      | -    | Fluminense FC          |
| Campeonato Brasileiro Série A 1972   | 5      | 0    | Fluminense FC          |
| Campeonato Brasileiro Série A 1973   | 18     | 1    | Fluminense FC          |
| Campeonato Brasileiro Série A 1974   | 12     | 0    | Fluminense FC          |
| Campeonato Brasileiro Série A 1975   | 8      | 0    | Fluminense FC          |
| Campeonato Brasileiro Série A 1976   | 142    | 0    | CR Vasco da Gama       |
| Campeonato Brasileiro Série A 1977   | 16     | 0    | CR Vasco da Gama       |
| Campeonato Brasileiro Série A 1978   | 7      | 0    | CR Vasco da Gama       |
| Campeonato Brasileiro Série A 1979   | -      | -    | CR Vasco da Gama       |
| 1. francouzská liga 1979/1980        | 16     | 5    | Paris Saint-Germain FC |
| 1. francouzská liga 1980/1981        | 29     | 4    | Paris Saint-Germain FC |
| Campeonato Brasileiro Série A 1981   | -      | -    | Cruzeiro               |
| Campeonato Brasileiro Série A 1982   | 12     | 1    | Cruzeiro               |
| Campeonato Brasileiro Série A 1982   | -      | -    | Botafogo FR            |
| Campeonato Brasileiro Série A 1983   | 13     | 3    | Botafogo FR            |
| Campeonato Brasileiro Série A 1984   | 8      | 1    | Botafogo FR            |
| CELKEM Campeonato Brasileiro Série A | -      | -    |                        |
| CELKEM 1. francouzská liga           | 45     | 9    |                        |